# マイケル・フォスター (サッカー選手)
マイケル・フォスター（英語：Michael Foster、1985年9月5日 - ）はパプアニューギニアの元サッカー選手。ラエ出身だが2004年に、ポートモレスビーへと移った 。